# Mythicomyia hyalinipennis
Mythicomyia hyalinipennis är en tvåvingeart som först beskrevs av Brethes 1919.  Mythicomyia hyalinipennis ingår i släktet Mythicomyia och familjen svävflugor. Inga underarter finns listade i Catalogue of Life.